# فرودگاه صحرایی بلک‌ول
فرودگاه صحرایی بلک‌ول (به انگلیسی: Blackwell Field) یک فرودگاه بهره‌برداری هوایی است که یک باند فرود آسفالت دارد و طول باند آن ۱۵۷۰ متر است. این فرودگاه در شهر اوزارک، آلاباما کشور ایالات متحده آمریکا قرار دارد و در ارتفاع ۱۰۹ متری از سطح دریا واقع شده‌است.